# M/S Emma II
M/S Emma II är ett passagerarfartyg byggt 1904 som på somrarna trafikerar Storsjön i Sandviken enligt turlista samt bokade turer. Fartyget har en dieselmotor på 177 hk från Penta och kan ta upp till 73 passagerare.

## Historik
Fartyget byggdes som ångslup på O.A. Brodins Mekaniska Verkstad i Gävle och började trafikera Storsjön 1904 för Sandvik med främsta syfte att transportera gods, men också passagerare. Hon transporterade gods främst till de större hamnarna Sandviken, Kungsgården och Forsbacka.
Senare byggdes en väg mellan Sandviken och Årsunda som nödhjälpsarbete. Efter hand upphörde persontrafiken och senare övriga transporter, tills trafiken upphörde under 1930-talet. Under mitten av 1930-talet motoriserades fartyget. För passagerarna blev det efter detta beställningstrafik och Sandvik valde att 1965 donera den då slitna M/S Emma till Segelsällskapet i Sandviken. Turerna pågick till Sandvikens segelsällskap till sommaren 1968, då hon inte fick förnyat certifikat för persontrafik. Därefter blev hon liggande på land, och 1973 togs ett inte verkställt beslut om skrotning. 
Den 21 maj 1975 anordnade ett antal privatpersoner i samråd med kulturnämnden ett välbesökt möte på Folkets Hus för att rädda Emma. Deltagarna enades om att det inte skulle vara någon svårighet att samla ihop pengar. En interimsstyrelse bildades med bland andra Erik Strand och Yngve Terenius.
Det kom att dröja till sensommaren 1978 innan hon sjösattes igen, för trimningskörning. Sedan 1979 har Emma återigen trafikerat Storsjön.

## Turer idag
Emma II går efter en fast turlista under sommaren med anlöp vid Stenbryggan - Strandbaden i Årsunda  (via Bångs) och Stenbryggan - Korsika i Kungsgården. Hon gör också rundturer från Strandbaden i Årsunda och på Österfjärden samt trafikerar Korsika från Stenbryggan och Strandbaden (via Bångs).
M/S Emma kan också chartras för utflykter på Storsjön.